# Beautiful Soul
Beautiful Soul é o álbum de estreia do ator e cantor norte-americano Jesse McCartney, onde algumas das canções foram escritas por ele mesmo. O álbum foi lançado em 28 de setembro de 2004 pela gravadora Hollywood Records.
"Come to Me" é uma regravação de "Let Me Be the One" de Plus One do álbum Obvious de 2002.

## Singles
"Beautiful Soul" foi o primeiro single lançado em 12 de dezembro de 2004, chegou ao 16º lugar da Billboard Hot 100, e foi certificado pela, com disco de ouro nos Estados Unidos, por mais de 500.000 cópias vendidas. Também foi certificado com Platina na Austrália. A canção entrou em diversas trilhas sonoras e coletâneas.
"She's No You" foi lançado em 5 de abril de 2005, tendo um desempenho abaixo do single anterior, alcançando o 91º lugar na Hot 100. "Get Your Shine On" foi lançado em 5 de setembro de 2005, como o terceiro single na Austrália e na Nova Zelândia, e virou tema da animação do Disney Channel, Kim Possible - O Drama do Amor. 
"Because You Live" foi lançada em setembro de 2005, como o terceiro single do álbum na América do Norte e Europa. A faixa bônus de algumas edições do álbum "The Best Day of My Life", entrou para a trilha sonora do filme A Nova Cinderela, lançado em 2004. Também apareceu nos créditos finais de O Diário da Princesa 2: Noivado Real.

## Faixas
| N.º | Título                         | Produtor(es)                                  | Duração |  |
| 1.  | "She's No You"                 | Matthew Gerrard                               | 3:35    |  |
| 2.  | "Beautiful Soul"               | Andy Dodd, Adam Watts, Greg Wells             | 3:35    |  |
| 3.  | "Get Your Shine On"            | Matthew Gerrard                               | 3:13    |  |
| 4.  | "Take Your Sweet Time"         | Andy Dodd, Adam Watts                         | 4:04    |  |
| 5.  | "Without U"                    | Adam Anders, Per Astrom                       | 3:12    |  |
| 6.  | "Why Don't You Kiss Her?"      | Jason Blume                                   | 3:23    |  |
| 7.  | "That Was Then"                | Matthew Gerrard                               | 3:45    |  |
| 8.  | "Come to Me"                   | Matthew Gerrard                               | 3:50    |  |
| 9.  | "What's Your Name?"            | Matthew Gerrard                               | 3:32    |  |
| 10. | "Because You Live"             | Chris Braide, Andreas Carlsson, Desmond Child | 3:19    |  |
| 11. | "Why is Love So Hard to Find?" | Matthew Gerrard                               | 4:11    |  |
| 12. | "The Stupid Things"            | Matthew Gerrard                               | 3:37    |  |
| 13. | "Good Life" (Faixa escondida)  | Boots Ottestaad                               | 3:20    |  |

| Faixas Bônus Taiwan e Japão |                                                  |                                   |         |  |
| N.º                         | Título                                           | Produtor(es)                      | Duração |  |
| 13.                         | "Take Your Sweet Time Sugar (Mix)"               | Andy Dodd, Adam Watts             | 4:04    |  |
| 14.                         | "The Best Day of My Life"                        | Charlton Pettus                   | 3:13    |  |
| 15.                         | "The Stupid Things (Acoustic Version)"           | Matthew Gerrard                   | 3:37    |  |
| 16.                         | "Good Life"                                      | Boots Ottestaad                   | 3:20    |  |
| 17.                         | "Beautiful Soul (DF Mix)"                        | Andy Dodd, Adam Watts, Greg Wells | 3:31    |  |
| 18.                         | "She's No You (Neptunes Remix)" (feat. Fabolous) | Matthew Gerrard                   | 3:38    |  |
| 19.                         | "She's No You (Stripped Raw and Real)"           | Matthew Gerrard                   | 2:47    |  |
| 20.                         | "Beautiful Soul (Stripped Raw and Real)"         | Andy Dodd, Adam Watts, Greg Wells | 3:35    |  |

## Desempenho
| Chart (2004)             | Posição |
| ------------------------ | ------- |
| Austrália Albums Chart   | 5       |
| Alemanha Album Charts    | 16      |
| Austrian Albums Chart    | 28      |
| Belgian Albums Chart     | 81      |
| Itália Albums Chart      | 3       |
| New Zealand Albums Chart | 17      |
| Japanese Albums Chart    | 154     |
| Swiss Albums Chart       | 50      |
| UK Albums Chart          | 53      |
| EUA Billboard 200        | 15      |

### Chart de Fim de Ano
| Chart (2004)          | Posição |
| --------------------- | ------- |
| US Billboard 200      | 59      |
| Japanese Albums Chart | 192     |

## Certificações
| País                  | Certificação |
| --------------------- | ------------ |
| Estados Unidos (RIAA) | Platina      |
| Austrália (ARIA)      | Platina      |
| Canadá (CRIA)         | Ouro         |